# Johann Ludwig Ambühl

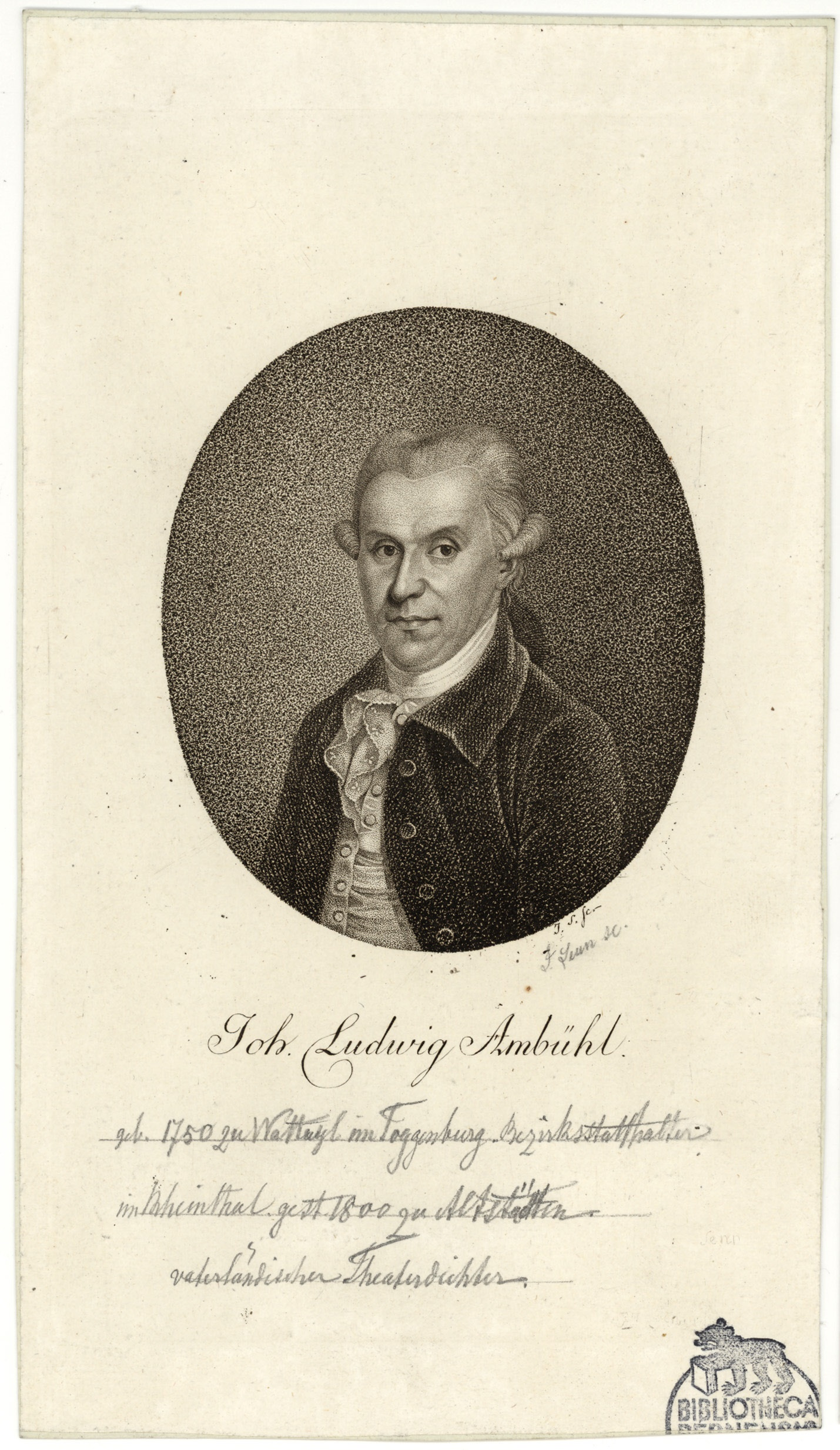
Porträt von Johann Ludwig Ambühl (1750–1800), Punktiermanier und Radierung, Bern, Burgerbibliothek Bern, [https://katalog.burgerbib.ch/detail.aspx?ID=260662 Mss.Mül.Gr.A.13

Johann Ludwig Ambühl (* 13. Februar 1750 in Wattwil; † 22. April 1800 in Altstätten) war ein Schweizer Verwaltungsbeamter und Schriftsteller.

## Leben
Ambühl war der Sohn von Hans Jakob Ambühl, dem Schulmeister (1699–1773) von Wattwil. Er wurde bereits mit 23 Jahren 1773 dessen Nachfolger in diesem Amt, in dem er seinem zunehmend erblindendem Vater seit seinem zwölften Lebensjahr mit täglich sechs bis sieben Stunden Unterricht geholfen hatte. In seiner Freizeit widmete er sich vor allem dem Studium der Geometrie, der Musik, der Lektüre, dem Zeichnen sowie dem Sammeln von Naturalien. Sein Vater liess ihn ausserdem in Latein unterrichten. In Wattwil galt er wegen seines stets strengen und ernsten Auftretens in der Öffentlichkeit als Sonderling oder Stölzling. Er war Mitglied der Toggenburgischen Reformierten Lieberalen Gesellschaft und hatte Zugriff auf die umfangreiche private Bibliothek des ersten Vorstehers der Gesellschaft. Er gilt als Entdecker Ulrich Bräkers.
1783 bekam Ambühl auf Empfehlung von Gregorius Grob die Anstellung eines Hofmeisters bei dem reichen  Rheinecker Handelsherrn Jacob Laurenz Custer. In dieser Funktion begleitete er eine seiner Schülerinnen 1786 nach Strassburg, 1788/89 für ein Jahr nach Genf sowie zusammen mit deren Vater 1790 auf einer Studienreise nach und durch Italien.
1796 liess sich Ambühl als Gutsverwalter mit wenig Pflichten, immer noch im Dienst von Custer, in Altstätten, Kanton St. Gallen, nieder. Politisch engagiert berief man ihn während der helvetischen Republik zum Vize-Statthalter des Bezirks Oberrheintal.

## Rezeption
Der überwiegende Teil von Ambühl schriftstellerischen Schaffens besteht aus Theaterstücken äusserst patriotischen Inhalts. Seine Autorenschaft der Veröffentlichung „Briefe einer befreiten Nonne“ ist nicht eindeutig erwiesen, wiewohl diese Zuordnung durchaus nicht von der Hand zu weisen ist.

## Werke (Auswahl)

### Belletristik
- Briefe einer befreiten Nonnen. St. Gallen 1783.
- Hans von Schwaben oder Kaiser Albrechts Tod. St. Gallen 1784.
- Die Mordnacht von Zürich. Schauspiel. Zürich 1781.
- Neue Schweizerlieder nebst einigen anderen Gedichten. Bern 1776.
- Der Schweizer-Bund. Ein patriotisches Schauspiel. Zürich 1779.
- Wilhelm Tell. Ein patriotisches Schauspiel. Zürich 1791.

### Sachbücher
- Brieftasche aus den Alpen. Zürich 1780/85 (4 Bde.)
- Geschichte des Rheinthals nebst topographisch-statistischzer Beschreibung dieses Landes. St. Gallen 1805.